# Gare de Debaltseve
La gare de Debaltseve (en ukrainien : Дебальцеве (станція)) est une gare du Réseau ferré de Donestk située dans la ville éponyme en Ukraine.

## Situation ferroviaire
Elle est liée aux gares de  Lyman, Mykitivka, Kahrkiv, Kyiv, Louhansk.

## Histoire
Elle fut mise en service en 1878, elle est la base de la ville éponyme. Le bâtiment provisoire était en bois car la gare actuelle a mis quatorze années à être bâtie ; cette structure est classée.  Des ateliers de mécanique et des ateliers pour l'entretien du matériel ferroviaire, un dépôt de chemin de fer furent construits autour de la gare à partir de 1894. Le 28 avril 1918, le troisième régiment de l'Armée populaire ukrainienne libérait la gare avec ses seize locomotives et un millier de wagons. En 1936 une extension aux bâtiments a été construite, la gare est maintenant de plus de vingt-trois mille mètres carrés.

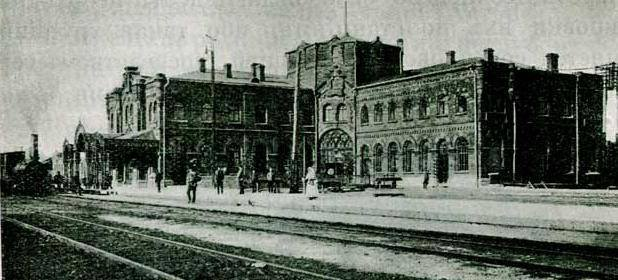
Avant 1917.
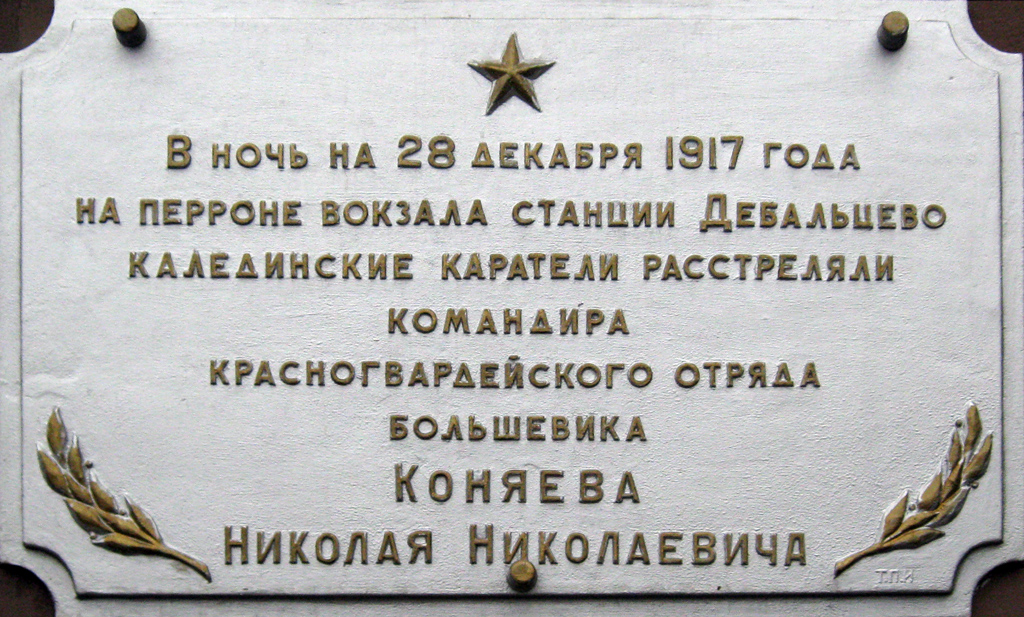
Plaque mémoriale à Nokolaï Konïaiev classée[3].
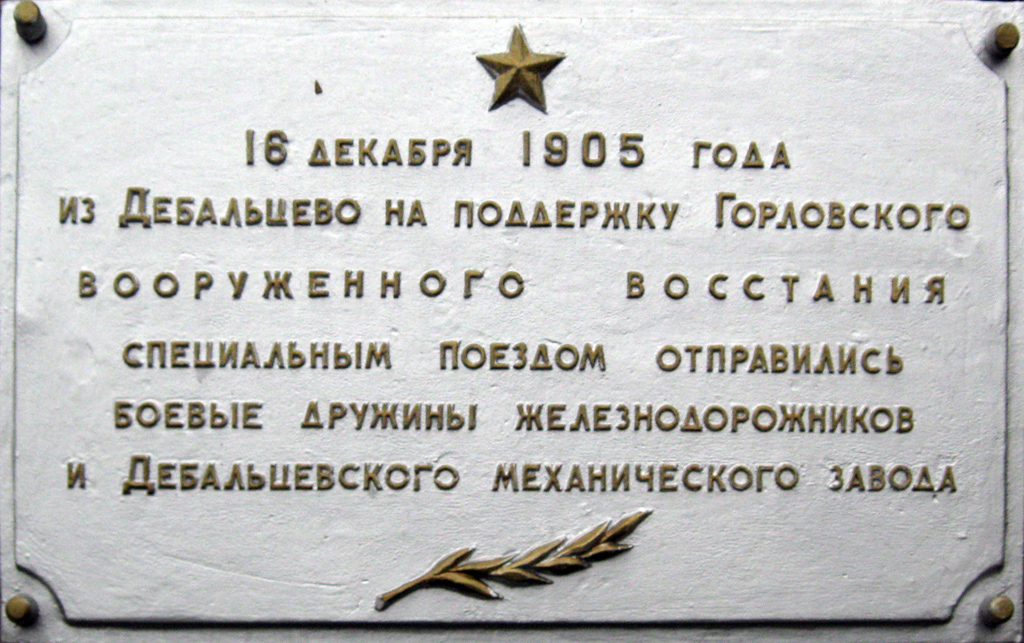
Plaque mémoriale au soulèvement de 1905 classée[4].

### Desserte

Le côté des voies.

## Service des voyageurs

### Intermodalité
En 1907 elle est reliée à la ligne Mikolaïv - Kharkiv.